# Alexander Bonawenturowitsch Turtschewitsch

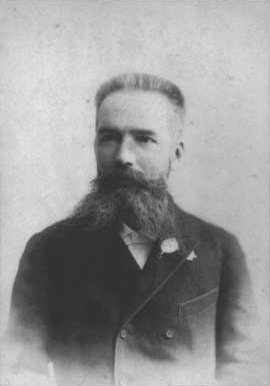
Alexander Bonawenturowitsch Turtschewitsch

Alexander Bonawenturowitsch Turtschewitsch (russisch Александр Бонавентурович Турчевич; * 26. Februarjul. / 10. März 1855greg. in Kiew; † 30. Dezember 1909jul. / 12. Januar 1910greg. in Perm) war ein ukrainisch-russischer Architekt.

## Leben
Turtschewitsch stammte aus einer Adelsfamilie polnisch-katholischer Herkunft. Seinem Vater Bonawentura Antonowitsch Turtschewitsch gehörte ein Teil des Dorfes Sydoriwka mit 987 Dessjatinen Land. Turtschewitsch studierte an der Moskauer Stroganow-Schule für Malerei, Bildhauerei und Baukunst ohne Abschluss. Er interessierte sich mehr für das Theater und die Schauspielerei. Sein Leben lang stand er auf der Bühne unter dem Pseudonym A. Glumow. Die Schauspielerin Olga Petrowna Smerdowa wurde später seine Frau. Er gab das Studium auf und gründete eine Schauspieltruppe. 1883 ging er nach Perm und führte 1884 die Komödie Verstand schafft Leiden von Alexander Sergejewitsch Gribojedow auf.

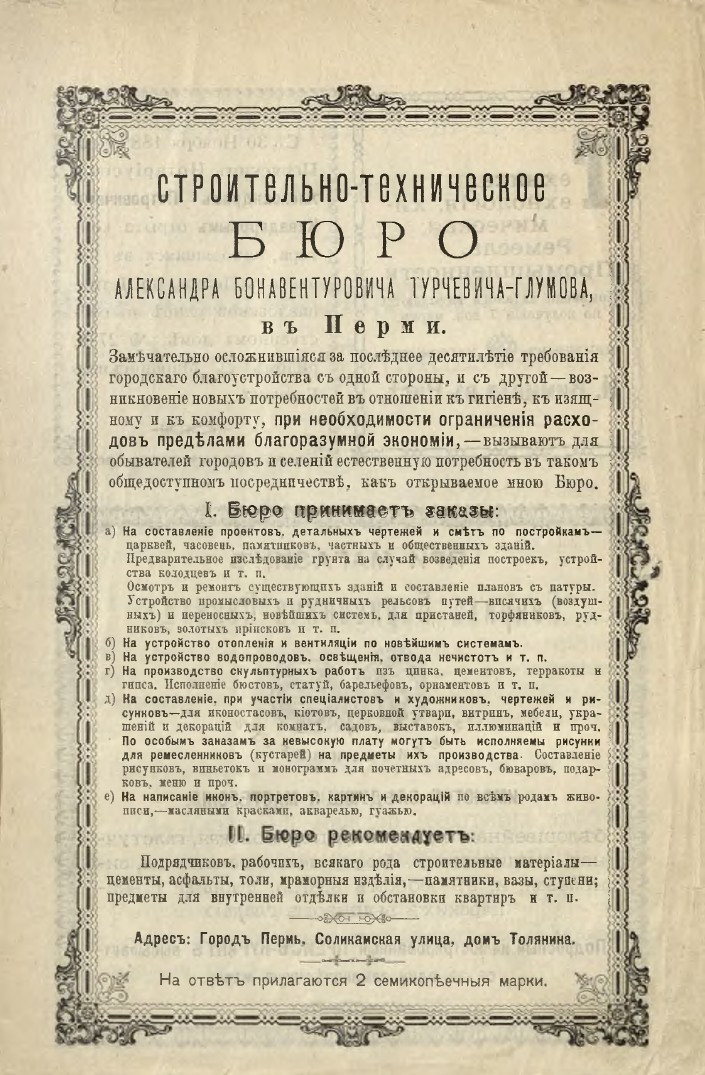
Anzeige des Bau- und Technikbüros A. B. Turtschwitsch (1889)

Da die Theatertätigkeit ihn nicht ernähren konnte, nahm Turtschewitsch seine ursprüngliche Ausbildung wieder auf und legte 1885 als Externer die Prüfung für die Ausführung von Bauten ab. Er nahm dann Bauaufträge an und gründete 1888 in Perm das Bau- und Technikbüro A. B. Turtschwitsch. 1887–1889 baute er für den Unternehmer Nikolai Wassiljewitsch Meschkow im Zentrum von Perm ein repräsentatives Haus  im Stil der auf dem Jugendstil basierenden Moskauer Moderne, das bis heute Haus Meschkow genannt wird und seit 2007 das Permer Bezirksmuseum beherbergt. Das Haus Meschkow ersetzte ein Haus, das 1820 von dem Architekten Iwan Iwanowitsch Swijasew im Stil des russischen Klassizismus gebaut worden war, das 1842 im großen Brand von Perm zum zweiten Mal abgebrannt war und das Meschkow schließlich erworben hatte. Als Turtschewitsch reichlich erbte, baute er sich 1891–1892 ein zweistöckiges Haus, das Haus Turtschewitsch, und übergab es seiner Frau. 1895–1897 baute er für den Kaufmann Sergei Michailowitsch Gribuschin das Haus Gribuschin, das jetzt das Permer Wissenschaftszentrum der Ural-Abteilung der Russischen Akademie der Wissenschaften ist.

## Werke

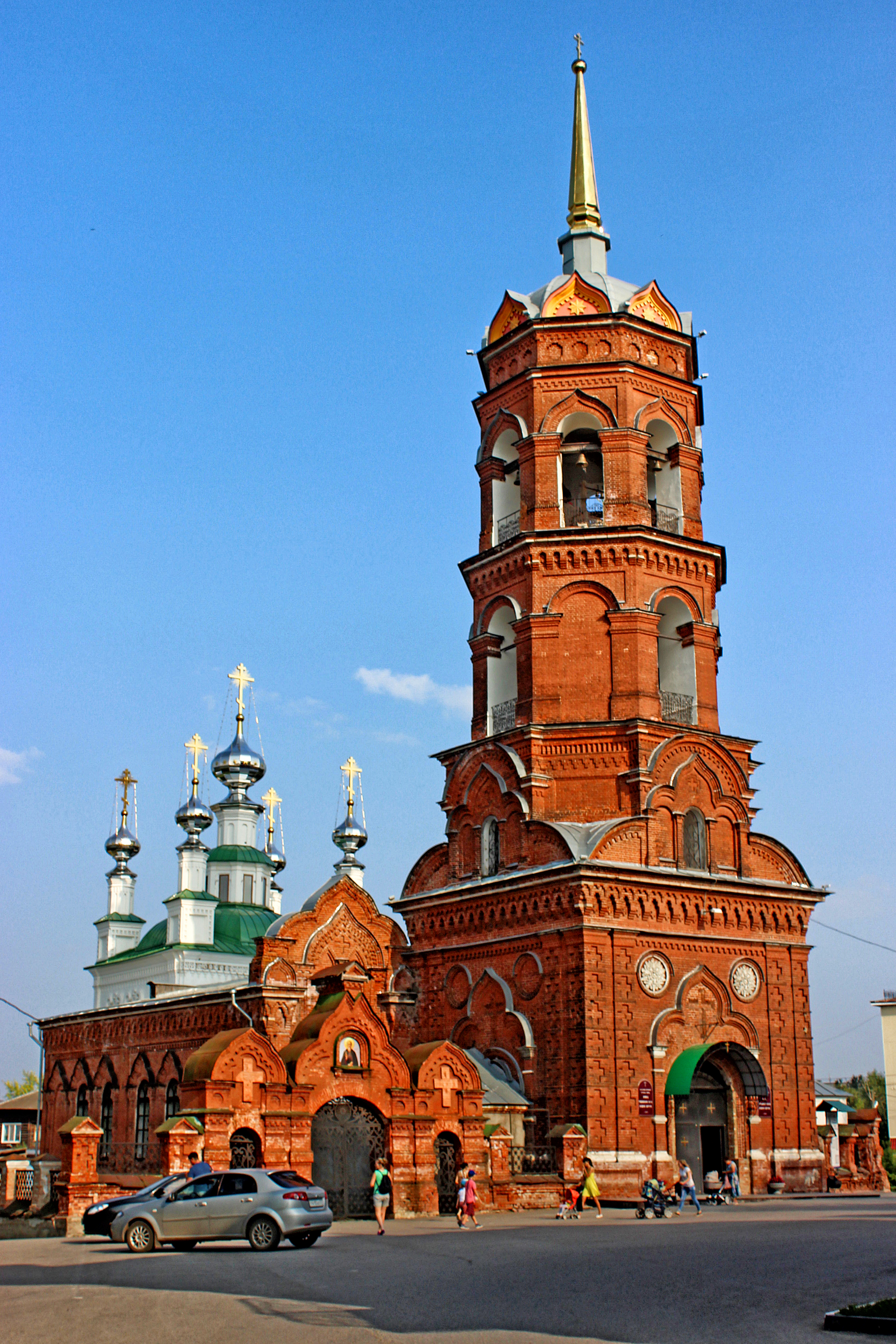
Tichwin-Kirche (1884), Kungur
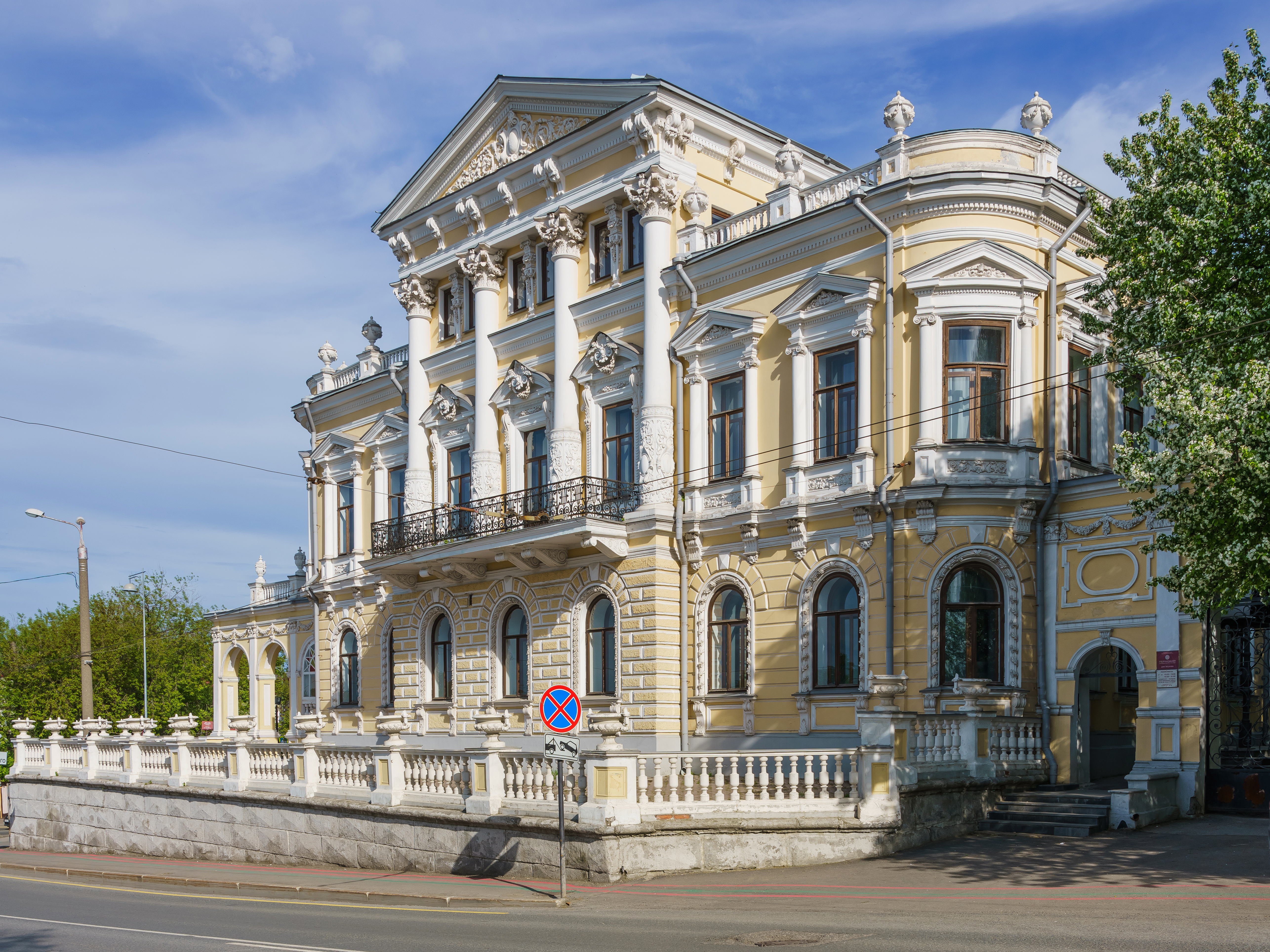
Haus Meschkow (1887–1889), Perm
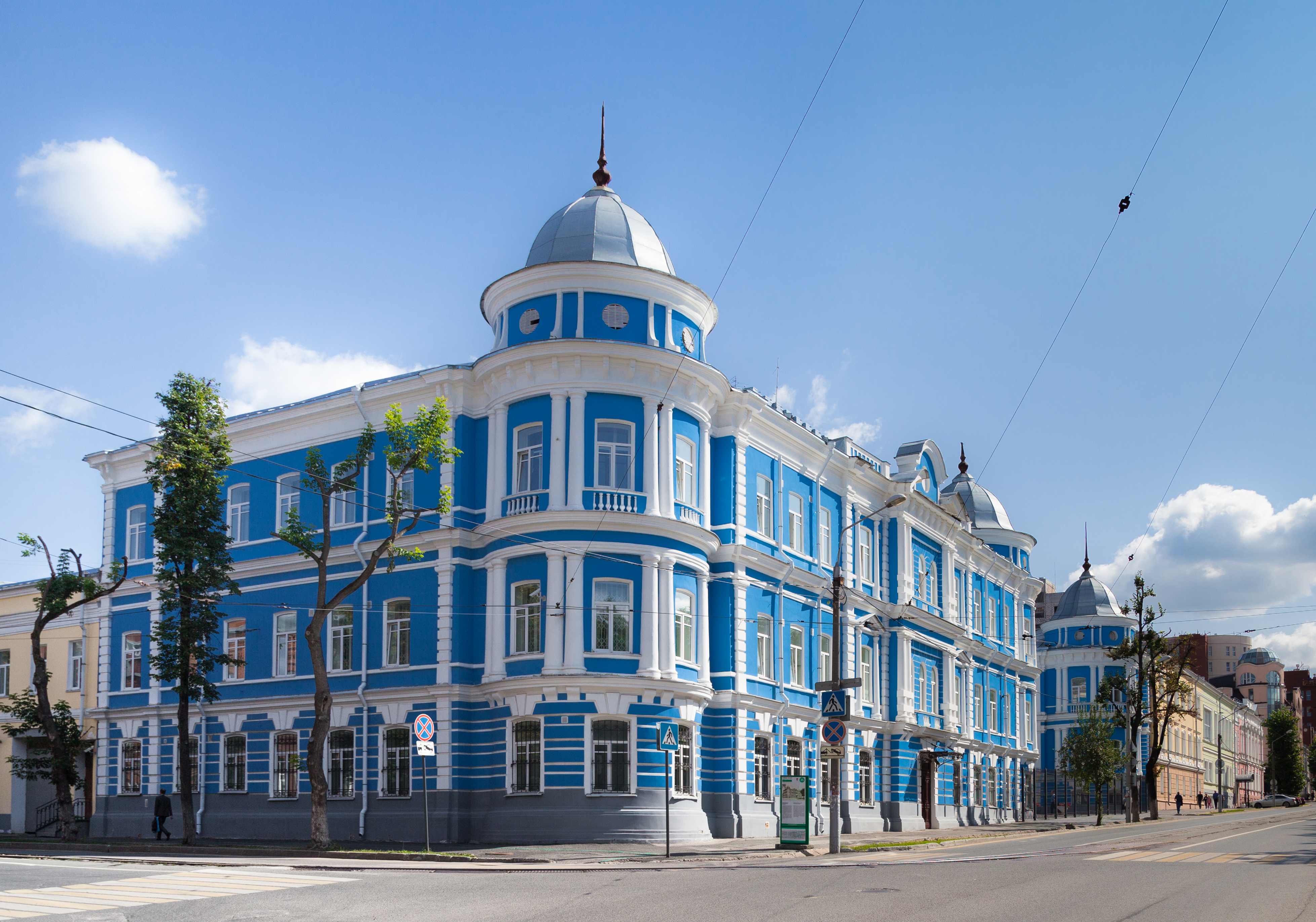
Haus Tupizyn (1888), Perm
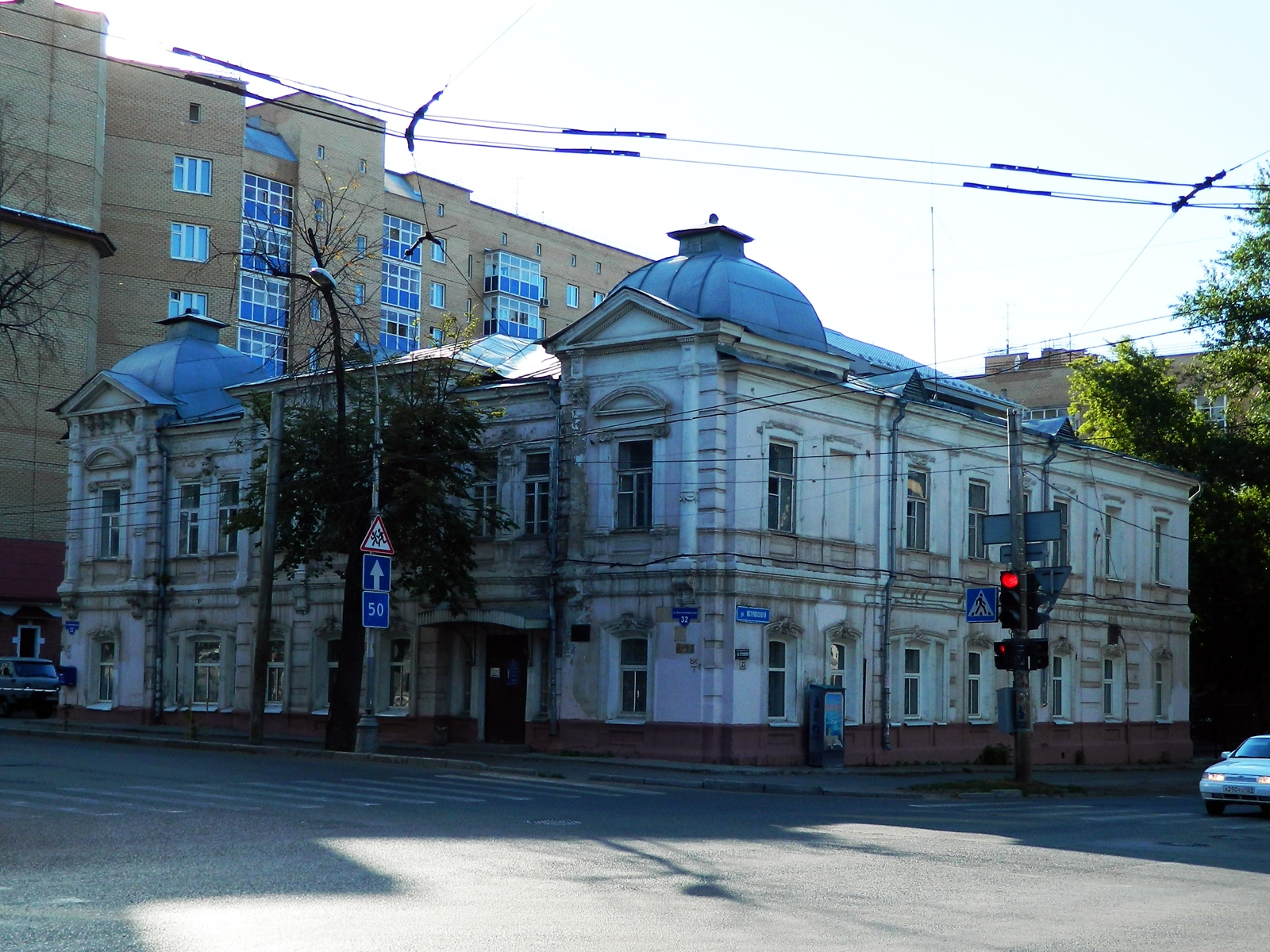
Haus Turtschewitsch (1891–1892), Perm
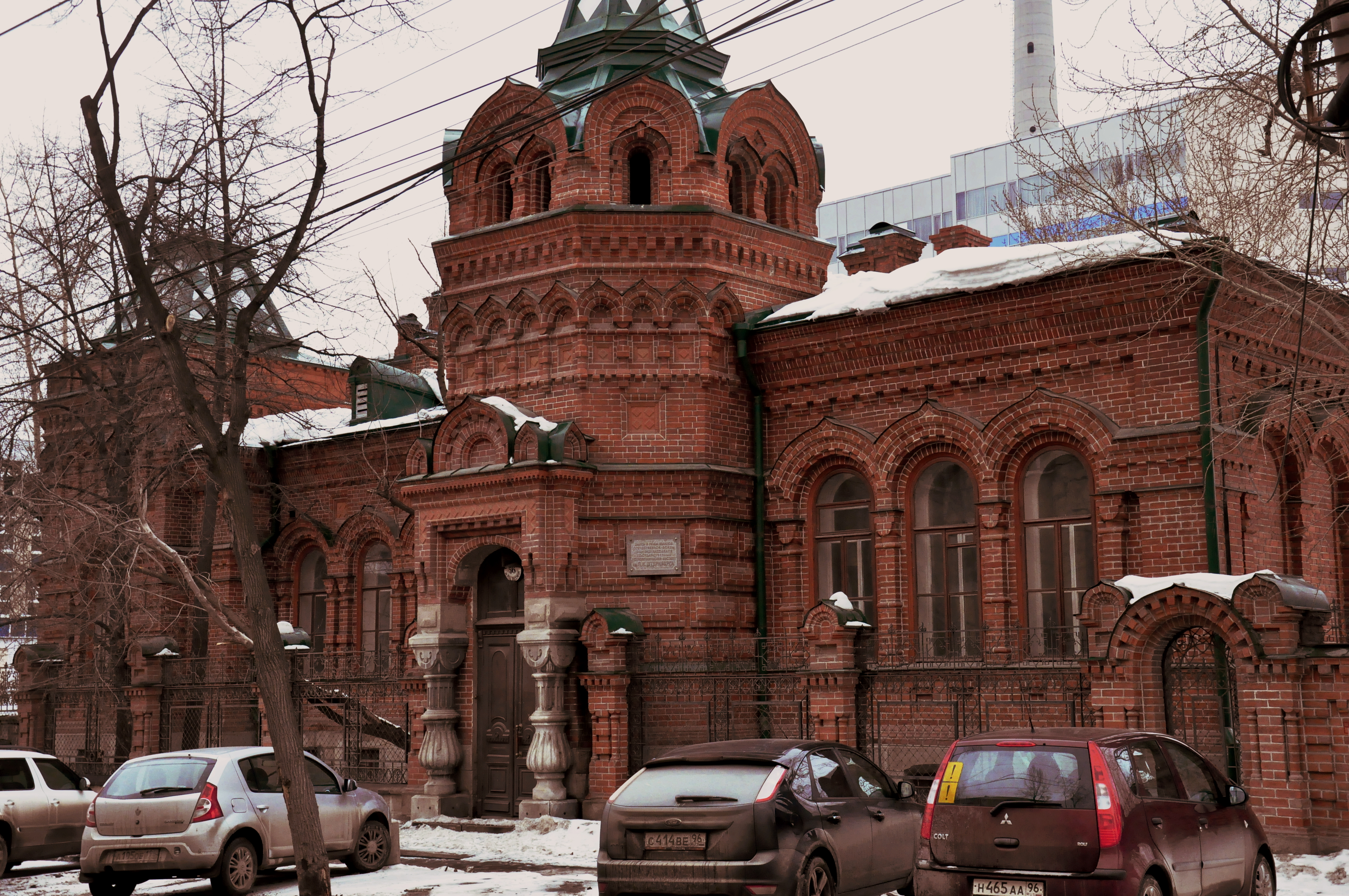
Haus Schelesnow (1892–1895), Jekaterinburg
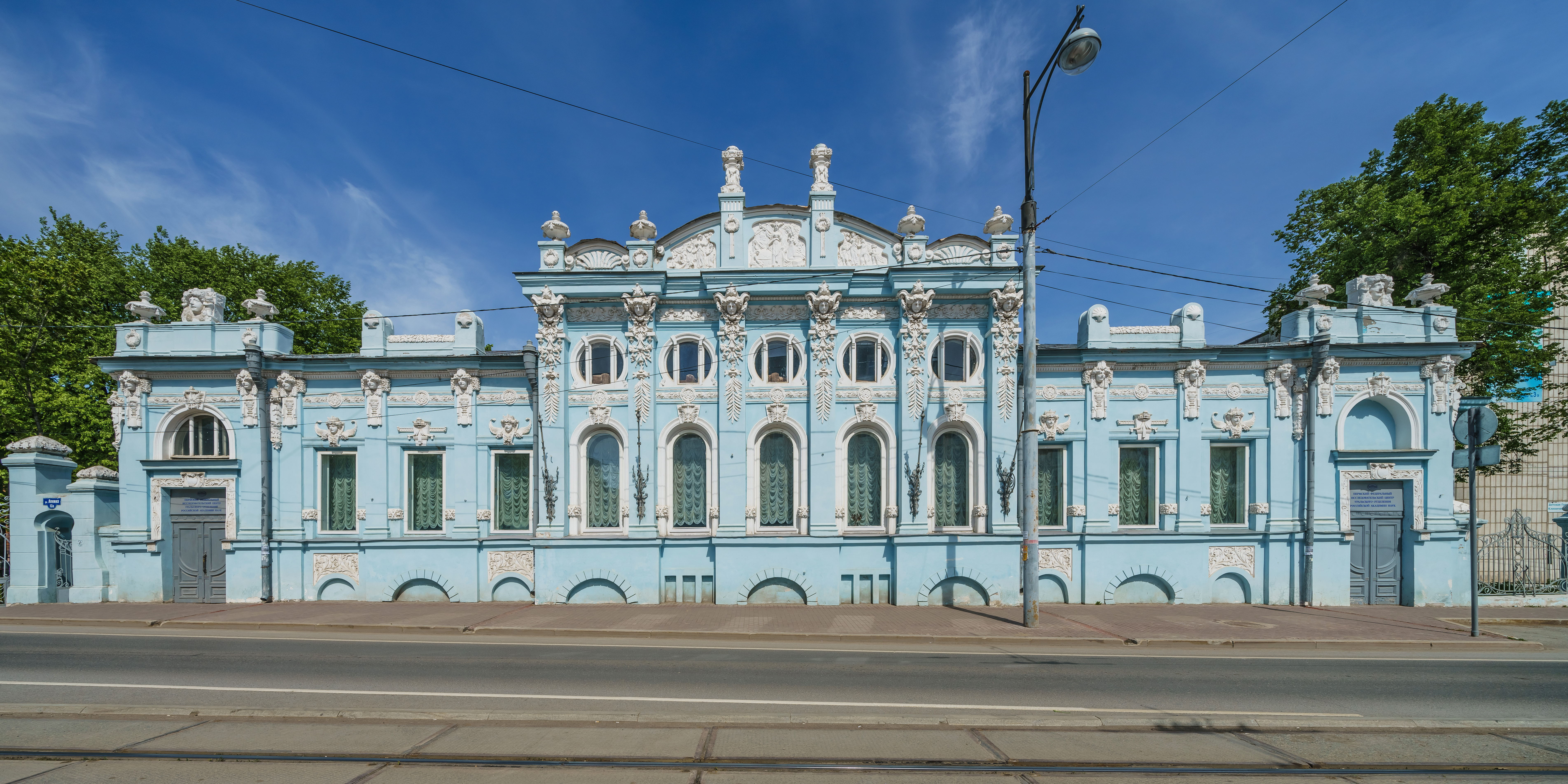
Haus Gribuschin (1895–1897), Perm
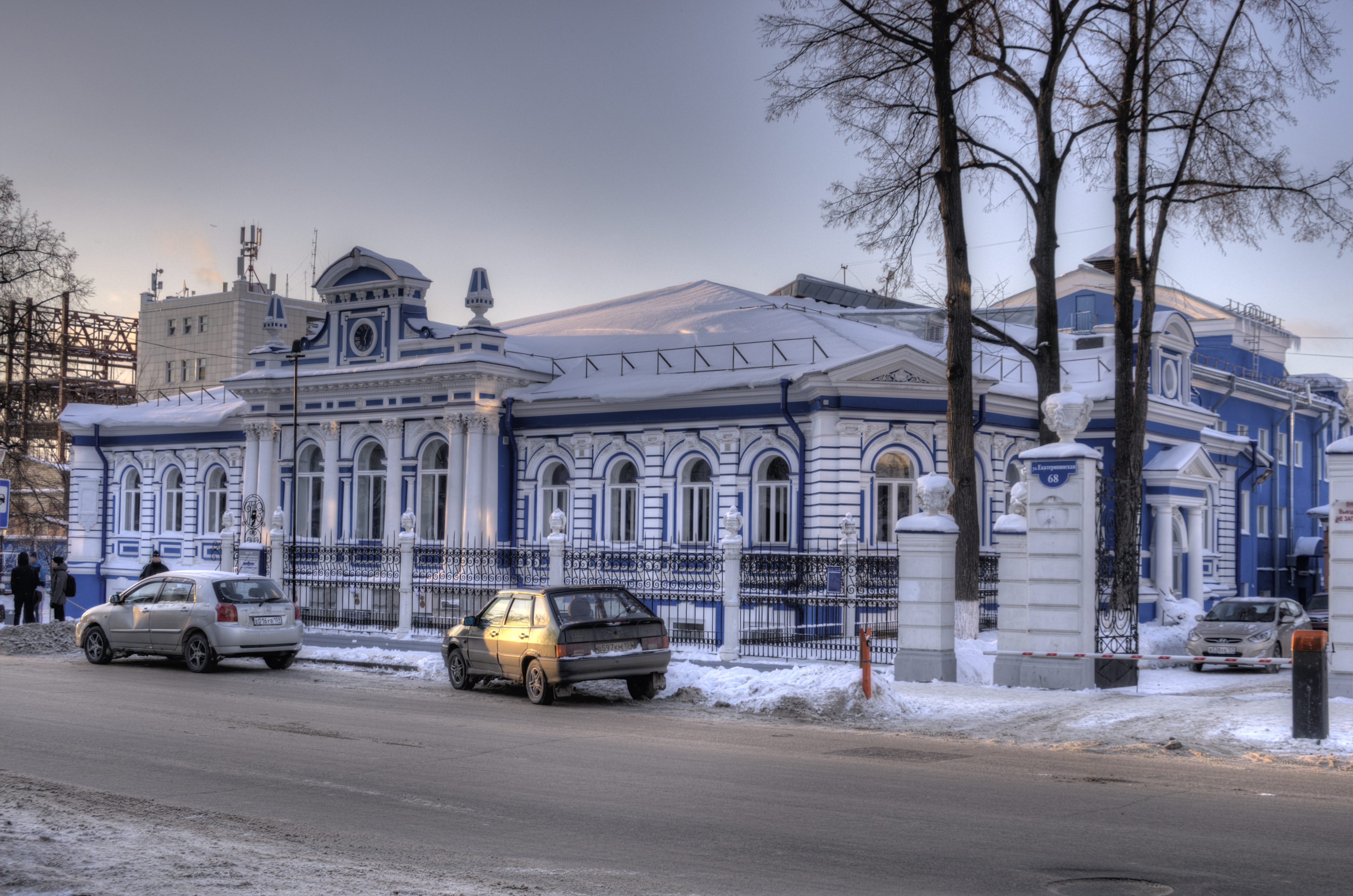
Haus Ljubimow (jetzt Jugendtheater), Perm
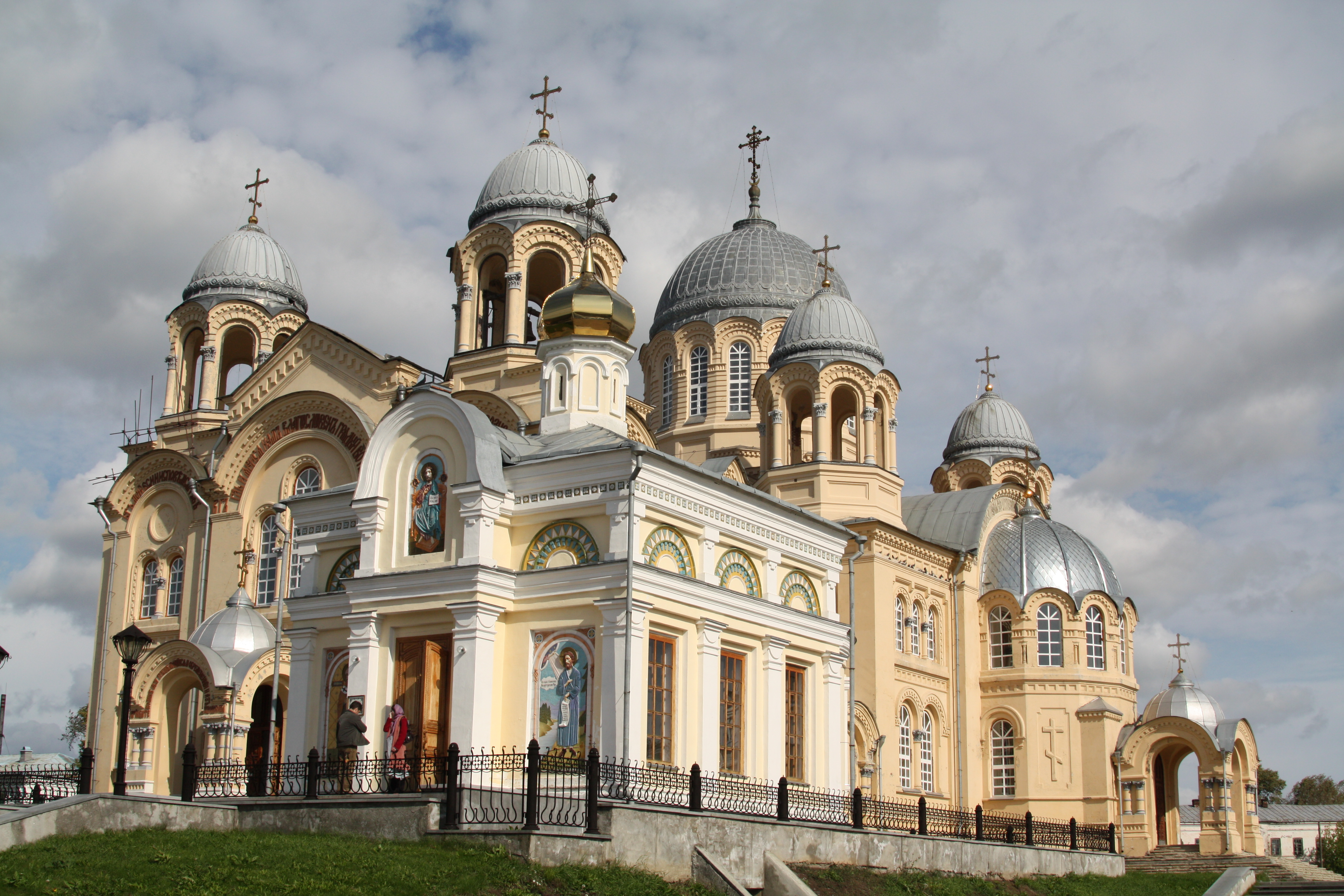
Kirche der Kreuzabnahme (1905–1913), Werchoturje
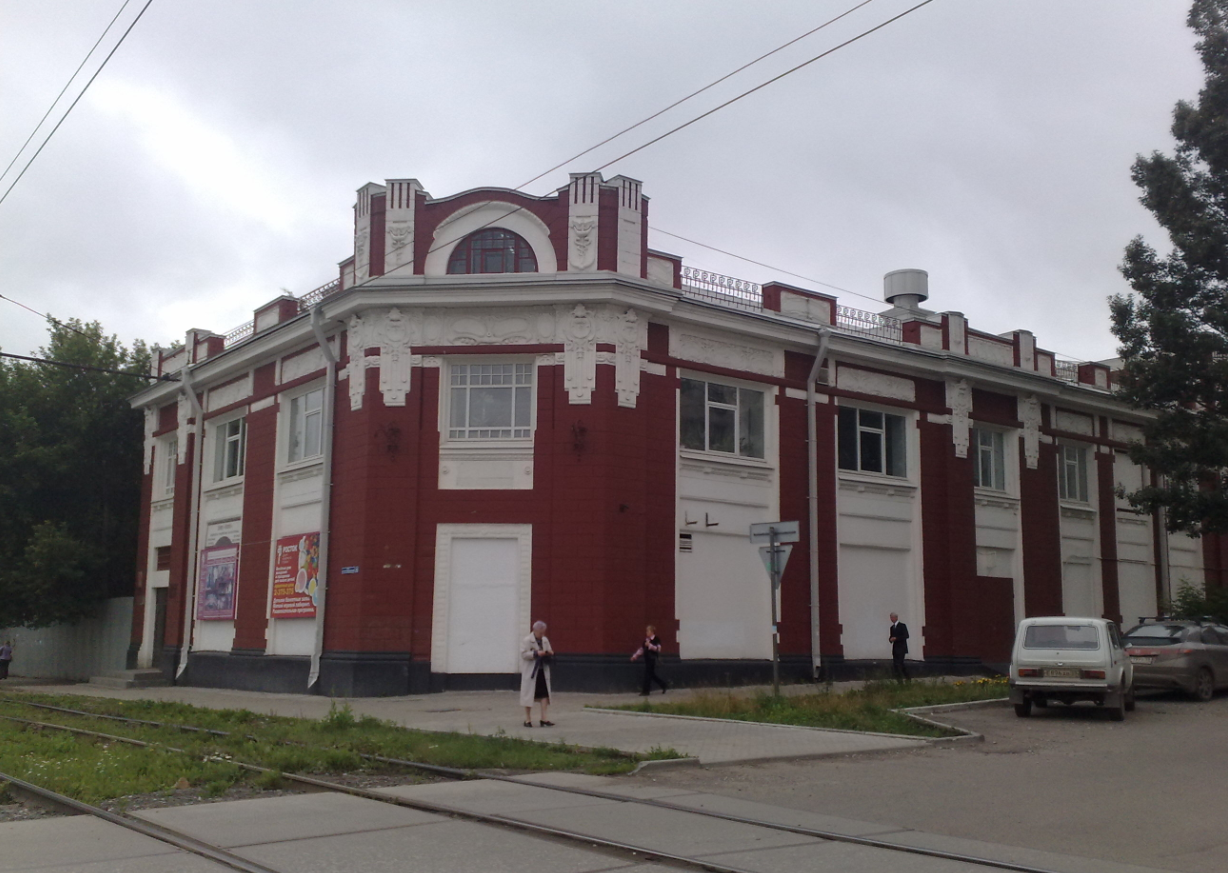
Handelshaus Ischboldin (1909–1910), Perm